# Debate abierto
Debate abierto fue un programa televisivo uruguayo que se emitió por el Canal 10, entre fines de los años 1990 y principios de los años 2000.
Conducido por Gerardo Sotelo, con la participación de seis panelistas estables (entre otros: Cristina Maeso, Julio Toyos y Pablo Vierci), se caracterizó por discutir temas de actualidad social. Criticado en su época por algunos intelectuales, sirvió para que la sociedad se animase a tratar muchos asuntos que parecían tabú. Con el tiempo dio nacimiento a otros programas de formato talk show.